# Вртлог (ТВ филм)
Вртлог (мкд. Вител) је југословенски телевизијски филм из 1972. године. Режирао га је Александар Ђорђевић а сценарио је написао Коле Ћасуле.

## Улоге
| Глумац              | Улога       |
| ------------------- | ----------- |
| Вукан Диневски      | Иследникот  |
| Драги Костовски     | Заробеникот |
| Предраг Дишљенковић |             |
| Анче Џамбазова      |             |
| Митко Костов        |             |
| Славко Нинов        |             |
| Весна Вртева        |             |
| Владимир Светиев    |             |